# Esther Monterrubio Villar
Esther Monterrubio Villar (Don Benito, Badajoz, 29 de noviembre de 1965) es una diplomática española. Es la embajadora de España en Australia (desde 2024)con concurrencia en Papúa Nueva Guinea, Islas Salomón, Tuvalu, Vanuatu y Nauru.

## Biografía
Tras licenciarse en Derecho ingresó en la Escuela diplomática (1991), ocupando el cargo de secretario en las embajada española en Tel Aviv (Israel, 1996-1998).
Ha ocupado diferentes puestos en el Ministerio de Asuntos Exteriores, entre otros: subdirectora general de Europa Oriental (2002-2004); vocal Asesor en la Dirección General de Asuntos Multilaterales (2011); directora del Gabinete de la Secretaría de Estado y para Iberoamérica y el Caribe.
También fue directora de la Oficina del Gobierno de Aragón en Madrid (2004).
Fue embajadora en misión especial para Asuntos Internacionales de Medio Ambiente y Desarrollo Sostenible (2011-2012); Embajadora en Misión Especial para Operaciones de Mantenimiento de la Paz (2012-2018); y embajadora de España en la Oficina de las Naciones Unidas y los Organismos Internacionales en Viena (2020-2024).